# ノーブル・マイヤー
- ノーブル・メイヤー

ノーブル・マイヤー（Noble Meyer, 2005年1月10日 - ）は、アメリカ合衆国オレゴン州ウェストリン出身の野球選手（投手）。右投右打。

## 経歴
高校時代の2022年、2023年に2年連続でオレゴン州のゲータレード年間最優秀選手賞を受賞した。また、卒業後はオレゴン大学へ進学する予定であることを発表した。同年のMLBドラフト1巡目(全体10位)でマイアミ・マーリンズから指名された。